# Selektywna percepcja
Selektywna percepcja – ogólne określenie błędów poznawczych polegających na nieświadomej zmianie naszej percepcji przez nasze oczekiwania i przekonania.
Wielokrotne badania pokazały, że ludzie, którym sugerowano, iż pite przez nich napoje zawierają alkohol (choć w rzeczywistości go nie zawierały), określają siebie często jako lekko „wstawionych” i zachowują się jak będący pod wpływem alkoholu, nawet prowadząc w ten sposób symulowany samochód. Efekt ten jest blisko związany z efektem placebo.
Przykładem selektywnej percepcji jest zjawisko wrogich mediów. W przykładowym badaniu (Hastorf, Cantril, 1954) pokazywano studentom z Princeton i Dartmouth szczególnie brutalny mecz futbolu amerykańskiego pomiędzy tymi uczelniami. Widzowie z Princeton zauważali w nim średnio dwukrotnie więcej przypadków naruszenia przepisów przez zawodników Dartmouth niż widzowie z Dartmouth. W badaniu jeden z widzów z Dartmouth nie stwierdził nawet ani jednego naruszenia zasad ze strony Dartmouth i poprosił badających o pokazanie mu rzekomo brakujących fragmentów meczu.